# Sorejaya
Sorejaya ist eine Ortschaft im Departamento La Paz im südamerikanischen Anden-Staat Bolivien.

## Lage im Nahraum
Sorejaya ist bevölkerungsreichster Ort des Municipios Combaya in der Provinz Larecaja. Die Ortschaft liegt auf einer Höhe von 3500 m auf einer Hochfläche oberhalb eines der Zuflüsse zum Río San Cristobál, dessen Wasser im weiteren Verlauf in den Río Mapiri münden.

## Geographie
Sorejaya liegt östlich des bolivianischen Altiplano in der Cordillera Muñecas, die zur Hochgebirgskette der Cordillera Central gehört.
Die mittlere Jahrestemperatur der Region liegt bei etwa 12 °C, der Jahresniederschlag beträgt 650 mm. Die Region weist ein ausgeprägtes Tageszeitenklima auf, die Monatsdurchschnittstemperaturen schwanken nur unwesentlich zwischen 9 °C im Juli und 14 °C im Dezember. Die Monatsniederschläge liegen zwischen unter 10 mm in den Monaten Juni und Juli und 100 bis 125 mm von Dezember bis Februar.

## Verkehr
Sorejaya liegt in einer Entfernung von 122 Straßenkilometern nordwestlich von La Paz, der Hauptstadt des gleichnamigen Departamentos.
Von La Paz führt die asphaltierte Nationalstraße Ruta 2 in nordwestlicher Richtung siebzig Kilometer bis Huarina, von dort zweigt in nördlicher Richtung die Ruta 16 ab, die nach 23 Kilometern Achacachi erreicht und dann weiter am Ostufer des Titicacasees Richtung Ancoraimes führt. Nach siebzehn Kilometern biegt eine unbefestigte Landstraße nach Nordosten in die Täler der Cordillera Muñecas ab, passiert nach zwölf Kilometern Sorejaya und führt weiter nach Combaya.

## Bevölkerung
Die Einwohnerzahl der Ortschaft ist in den vergangenen beiden Jahrzehnten auf mehr als das Doppelte angestiegen:
| Jahr | Einwohner | Quelle       |
| ---- | --------- | ------------ |
| 1992 | 599       | Volkszählung |
| 2001 | 663       | Volkszählung |
| 2012 | 1222      | Volkszählung |
| 2024 |           | Volkszählung |

Die Region weist einen hohen Anteil an Aymara-Bevölkerung auf, im Municipio Combaya sprechen 98,5 Prozent der Bevölkerung Aymara.